# Chen Kun
Chen Kun, às vezes creditado pelo nome artístico de Aloys Chen, é um ator, cantor, autor e produtor chinês nascido em 4 de fevereiro de 1976 em Xunquim, Sujuão. Ele ganhou reconhecimento nos dramas de televisão Love Story in Shanghai e The Story of a Noble Family e alcançou destaque internacional com os filmes The Knot e Painted Skin. Chen ganhou o Prêmio Hundred Flowers de Melhor Ator, Prêmio Huabiao de Melhor Ator e recebeu uma indicação ao Golden Horse Award de Melhor Ator.
Chen ficou na posição 68º da lista anual da Forbes de 100 celebridades chinesas mais influentes no ano de 2014, 28º em 2014, 15º em 2017, e 52º em 2019.

## Biografia
Chen Kun nasceu em Xunquim, sendo criado pela avó materna. Seus pais se divorciaram logo após o nascimento de seu segundo irmão mais novo. Em razão disso, Chen  teve de começar a trabalhar em meio período, durante a época do ensino médio, para ajudar sua mãe a sustentar a família. Seu primeiro trabalho foi como digitador na prefeitura e, posteriormente, como cantor solo em boates. Desde cedo, ele mostrou talento para o canto, sendo recomendado por seu treinador vocal a entrar para o China Oriental Song and Dance Ensemble (chamado agora  de China National Song and Dance Ensemble) em Pequim, em 1995. Em 1996, ele foi admitido na Academia de Cinema de Pequim, onde começou a ter aulas de atuação.
Em 2010, Chen criou sua própria agência,  a K Pictures (Dongshen Tonghua). Depois disso, ele criou uma série de instituições de caridade públicas chamadas "Power to Go" (Poder de Ir), com o objetivo de encorajar as pessoas a simplesmente sair e caminhar ao ar livre, como uma tentativa de proporcionar uma melhoria de vida, saúde e espírito. Os eventos foram realizados em diferentes datas em Chingai e no Tibete. Em 2012, Chen foi coautor do livro Rumo ao Leste, na Direção da Paz  (chinês: 往西 ， 宁静 的 方向, pinyin: Wǎng xī, níngjìng de fāngxiàng), o primeiro de uma série de cinco livros que promovem seus programas de caridade. Chen foi coroado como o "Rei do Weibo" na Noite Sina Weibo de 2013, por sua popularidade, influência e trabalho filantrópico no microblog. Ele também foi o "Rei da Filantropia" na Noite de Prêmios iQiyi de 2014.
Chen também é um escritor prolífico, sendo autor e coautor de diversos livros. Seu primeiro livro, De Repente Caminhei Até O Tibete  (chinês: 突然 就 走到 了 西藏, pinyin: Túrán jiù zǒu dàole xīzàng), foi publicado em 2011,  contendo uma coleção de ensaios autobiográficos. O livro foi um grande sucesso comercial, e Chen se tornou o primeiro e único ator a entrar na lista de escritores mais ricos da China. Em 2014, ele também publicou Aquário Estranho (chinês: 鬼 水瓶 录, pinyin: Guǐ shuǐpíng lù), uma coleção de contos que se inspira em suas postagens no Weibo e em sua vida.
Apesar de nunca ter sido casado, Chen tem um filho nascido em 2002, chamado Youyou (nome ocidental: Alex). Chen não pretende revelar a identidade da mãe de seu filho.

## Carreira

### 1999–2004: início e popularidade
Chen estreou no filme de 1999 The National Anthem . Ele ganhou destaque com o drama de televisão de 2001, Love Story in Shanghai.
Chen ganhou reconhecimento internacional em 2002, depois de estrelar no filme de romance franco-chinês Balzac e a Costureirinha Chinesa. O filme foi indicado ao Globo de Ouro de Melhor Filme Estrangeiro, em 2003. 
Na sequência, Chen estrelou a série republicana The Story of a Noble Family (2003), adaptada do romance homônimo de Zhang Henshui. A série foi um sucesso comercial e registrou as maiores avaliações daquele ano. O papel de Jin Yanxi se tornou seu trabalho mais prolífico nos primeiros anos.

### 2005-2016: filmes e reconhecimento
Chen então estrelou A West Lake Moment (2005), interpretando um jovem idealista e apaixonado que não se satisfaz facilmente. Ele foi indicado como Melhor Ator por sua atuação no Golden Horse Awards. Na sequência, ele estrelou The Music Box (2006), que lhe rendeu o prêmio de Melhor Ator no Shanghai Film Critics Awards por retratar os anos de vida árdua de seu personagem nas telas, bem como suas lutas e alegrias.
Chen ganhou destaque internacional com The Knot (2007). Ele descreveu o papel como um "grande desafio", já que teve que retratar o processo de amadurecimento de seu personagem ao longo de 20 anos. O filme foi um grande sucesso e recebeu 8 indicações no 16º Prêmio Golden Rooster, incluindo Melhor Ator por Chen. Ele também ganhou o prêmio de Melhor Ator em 2007 no Huabiao Film Awards. Posteriormente, ele estrelou o filme de terror e aventura do diretor Gordon Chan, Painted Skin (2008), que lhe rendeu o prêmio de Melhor Ator no Hundred Flowers Awards.

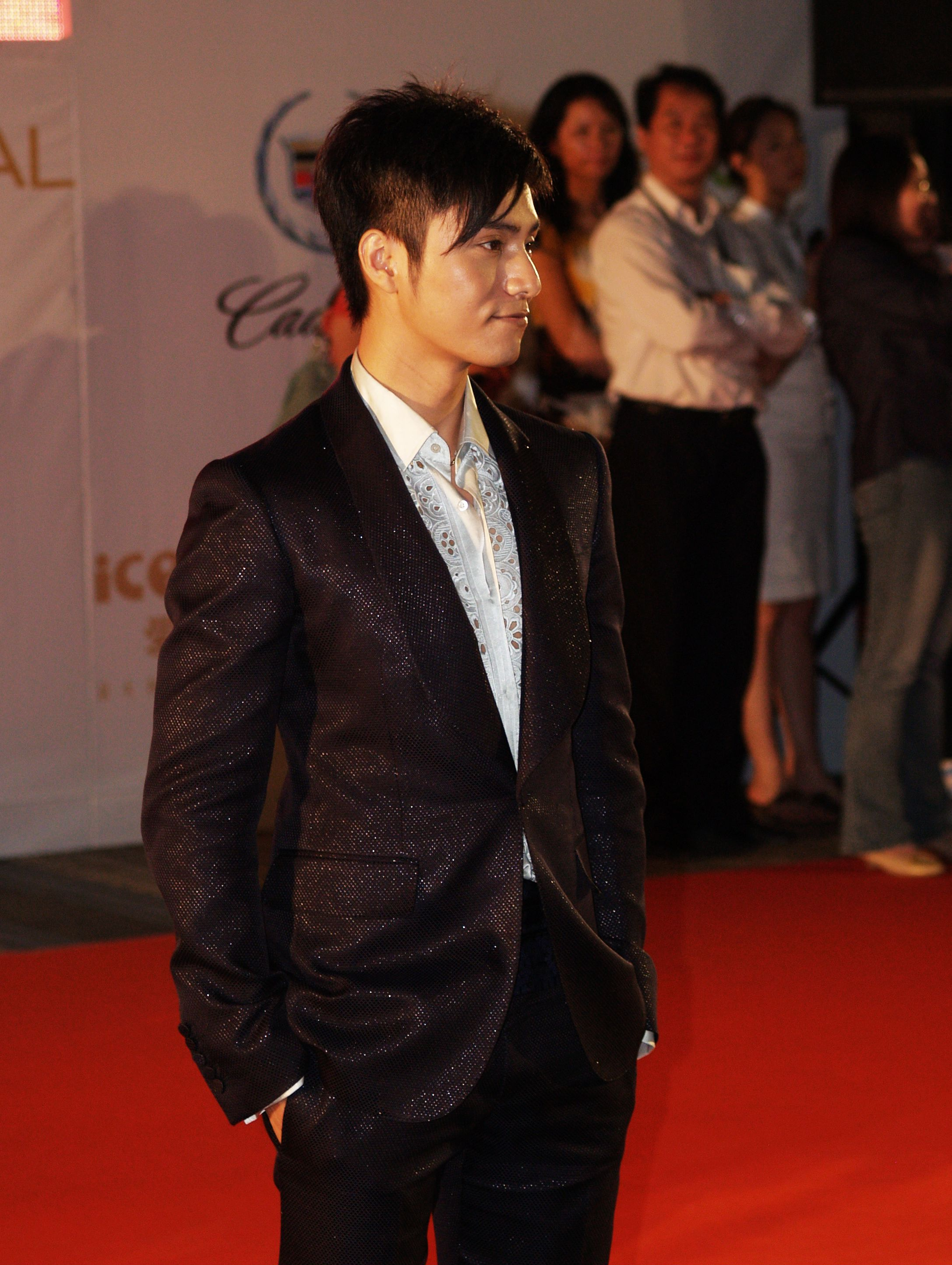
Chen Kun no Festival Internacional de Cinema de Xangai de 2007

Para comemorar o 60º aniversário da República Popular da China, Chen participou da homenagem patriótica A Fundação de uma República (2009). Ele interpretou Chiang Ching-kuo e foi elogiado pela mídia e pela crítica por seu excelente retrato de um nacionalista apaixonado que foi incapaz de evitar a queda de seu partido. Ele então desempenhou seu primeiro papel como antagonista no filme gângster de do diretor Jiang Wen, Let the Bullets Fly (2010).
Chen estrelou o filme wuxia O Retorno do Dragão - A Cidade Perdida, dirigido por Tsui Hark, em 2011. Seu retrato dinâmico de dois personagens diferentes (o frio e cruel Yu Huatian e o espirituoso e bem-humorado Feng Lidao) renderam a Chen as indicações de Melhor Ator no Asian Film Awards e no Hundred Flowers Awards . A atuação destes dois personagens marcou o aumento da popularidade do ator e uma virada em sua carreira, sendo um dos papéis pelos quais Chen é lembrado até hoje.
Chen atuou como Qian Xuesen no filme biográfico do autor lançado em 2012. Ele foi aclamado pela crítica por capturar o crescimento de seu personagem da juventude à velhice, e foi premiado com o prêmio de Melhor Ator no Shanghai Film Critics Awards pela segunda vez. No mesmo ano, ele estrelou em Painted Skin: The Resurrection, a sequência de Painted Skin. O filme arrecadou mais de 700 milhões de yuans (US$ 109,8 milhões), tornando-se o filme em chinês de maior bilheteria de todos os tempos.
Chen então estrelou Bends, que foi exibido na seção Un Certain Regard do Festival de Cinema de Cannes de 2013. Chen ganhou o prêmio de Melhor Ator no International du Film de Femmes de Sale 2013, realizado no Marrocos.
Chen estrelou nos filmes épicos de fantasia de 2015 Garota de Neve e o Cristal Negro e em  Mojin - A Lenda Perdida, onde interpretou Hu Bayi, o protagonista da popular série de romances arquiológicos. Mojin foi um grande sucesso comercial, quebrando o recorde de bilheteria de um filme IMAX em idioma local na China.
Em 2016, Chen estrelou ao lado de Bai Baihe no filme de crime Chongqing Hot Pot . O filme teve uma repercussão positiva, arrecadando 152 milhões de yuans em quatro dias. Chen também fez uma participação especial na comédia romântica Beautiful Accident contracenando com a co-estrela de Rest on Your Shoulder, Gwei Lun-mei. No mesmo ano, Chen co-produziu e estrelou seu primeiro show de variedades, Twenty Four Hours . O primeiro episódio foi transmitido em 21 de janeiro na Zhejiang Television e ficou em primeiro lugar na classificação.

### 2017 – presente: retorno à televisão
Em 2018, Chen estrelou o drama de espionagem republicano Perdido em 1949 atuando como irmãos gêmeos, e o drama histórico O Avanço da Fênix como um príncipe calculista e ambicioso. Esses dois dramas são co-produzidos pelo próprio Chen e também marcam seu retorno à telinha após uma década.
Chen para estrela o filme wuxia The Weary Poet, e o filme de fantasia The Yin Yang Master, adaptado do jogo Onmyoji, com estreia para o primeiro dia do ano novo chinês de 2021, que será distribuído globalmente pela Netflix.

### Música
Além de atuar, Chen também é um cantor bem estabelecido. Ele frequentemente interpreta canções-tema para sua série de televisão e lançou três álbuns de estúdio. Chen fez sua estreia como cantor em 2004 com o álbum Osmosis. Em 2006, Chen lançou o álbum Achievement,  ganhando o prêmio de Cantor Mais Popular no MTV Asia Awards. Para apoiar seu terceiro álbum Mystery & Me, ele realizou seu primeiro show solo em Pequim em fevereiro de 2010. Ele escreveu a letra do single "Power to Go", que lançou para um programa de filantropia em defesa da consciência e proteção ambiental.

## Filmografia

### Filme
| Ano      | Título                                                           | Papel                                 | Notas                     |
| -------- | ---------------------------------------------------------------- | ------------------------------------- | ------------------------- |
| 1999     | The National Anthem (国歌)                                       | Nie Er                                |                           |
| 2002     | Balzac e a Costureirinha Chinesa (巴尔扎克和小裁缝)              | Luo Ming                              | [ 63 ] [ 22 ]             |
| 2003     | Kung Fu Girls (中国功夫少女组)                                   | Tang Zheng                            | Cameo                     |
| 2004     | Baober in Love (恋爱中的宝贝)                                    | Mao Mao                               | Cameo                     |
| 2005     | A West Lake Moment (鸳鸯蝴蝶)                                    | Ah Qin                                |                           |
| 2006     | The Music Box (理发师)                                           | Lu Ping                               |                           |
| 2006     | The Knot (云水谣)                                                | Chen Qiushui                          |                           |
| 2007     | The Door (门)                                                    | Jiang Zhongtian                       | [ 66 ]                    |
| 2008     | Playboy Cops (花花型警)                                          | Lincoln Lin                           | [ 67 ]                    |
| 2008     | Painted Skin (画皮)                                              | Wang Sheng                            |                           |
| 2009     | Hua Mulan (花木兰)                                               | Wentai                                | [ 68 ]                    |
| 2009     | The Founding of a Republic (建国大业)                            | Chiang Ching-kuo                      |                           |
| 2010     | My Ex-wife's Wedding (跟我的前妻谈恋爱)                          | Ma Yong                               | [ 69 ]                    |
| 2010     | Let the Bullets Fly (让子弹飞)                                   | Hu Wan                                |                           |
| 2011     | The Founding of a Party (建党伟业)                               | Zhou Enlai                            | [ 70 ]                    |
| 2011     | Rest on Your Shoulder (肩上蝶)                                   | Yan Guo                               | [ 71 ]                    |
| 2011     | Love on Credit (幸福额度)                                        | Zhang Quan                            | co-produtor               |
| 2011     | O Retorno do Dragão - A Cidade Perdida (龙门飞甲)                | Yu Huatian / Wind Blade (Feng Li Dao) |                           |
| 2012     | Qian Xuesen (钱学森)                                             | Qian Xuesen                           |                           |
| 2012     | Painted Skin: The Resurrection (画皮II)                          | General Huo Xin                       |                           |
| 2013     | Jovem Detetive Dee: A Origem do Dragão do Mar (狄仁杰之神都龙王) | Wang Bo                               | Participação especial     |
| 2014     | Bends (过界男女)                                                 | Huang Zihui                           |                           |
| 2015     | Garota de Neve e o Cristal Negro (钟馗伏魔：雪妖魔灵2)           | Zhong Kui                             | [ 44 ]                    |
| 2015     | Mojin - A Lenda Perdida                                          | Hu Bayi                               | [ 45 ]                    |
| 2016     | Chongqing Hot Pot 火锅英雄                                       | Liu Bo                                |                           |
| 2017     | Beautiful Accident 美好的意外                                    | Zhang Tao / Zi Jun                    | Cameo, Produtor Executivo |
| 2021     | The Yin Yang Master 侍神令                                       | Qing Ming                             | [ 57 ] [ 55 ]             |
| Sem data | The Weary Poet 诗眼倦天涯                                        | Ye Motian                             |                           |
| Sem data | Fengshen Trilogy 封神三部曲                                      | Yuanshi Reverend                      | [ 75 ]                    |

### Séries de televisão
| Ano  | Título                                 | Papel                    | Notas                                  |
| ---- | -------------------------------------- | ------------------------ | -------------------------------------- |
| 2001 | Love Story in Shanghai 像雾像雨又像风  | Chen Zikun               | [ 3 ]                                  |
| 2001 | Pink Ladies 粉红女郎                   | Romeo                    | Cameo                                  |
| 2001 | Traveller Story 旅人的故事             | Fang                     |                                        |
| 2001 | Love in Sunshine 爱在阳光灿烂时        | Ouyang Jun               |                                        |
| 2002 | Only You 非你不可                      | Ke Lei                   | [ 77 ]                                 |
| 2002 | The Noble Family 买办之家              | Yu Zikun                 | Cameo                                  |
| 2003 | The Story of a Noble Family 金粉世家   | Jin Yanxi                |                                        |
| 2003 | Farewell Vancouver 别了，温哥华        | Luo Yi                   | [ 79 ] [ 80 ]                          |
| 2003 | Red Carpet, Black Dream 红色地毯黑色梦 | Lan Hao                  |                                        |
| 2003 | Shuang Xiang Pao 双响炮                | Xu Heng                  | Cameo                                  |
| 2004 | Ming Yang Hua Gu 名扬花鼓              | Mingyang                 | [ 82 ]                                 |
| 2004 | Chinese Story 中国故事                 | Xiaodong                 | segmento: Brother's Story (哥们的故事) |
| 2004 | Yearning of the Sword 长剑相思         | Yan Zhuiyun              | [ 83 ]                                 |
| 2005 | True Love on Earth 天地真情            | Lin Shijie               | Cameo                                  |
| 2005 | Eager for True Love 渴望真爱           | Hu An                    | segmento: Absolute Privacy (绝对隐私)  |
| 2005 | Wind and Rain in Xiguan 风雨西关       | Liang Jinkun             | [ 86 ] [ 87 ]                          |
| 2005 | Hero of the Year 好想好想谈恋爱        | Lu Kun                   | Cameo                                  |
| 2006 | The Conquest 争霸传奇                  | Fan Li                   | [ 88 ]                                 |
| 2007 | Zhu's Family Garden 朱家花园           | Li Bowen                 | [ 89 ]                                 |
| 2008 | Love will be our Witness 情证今生      | Zhou Hao                 | [ 90 ]                                 |
| 2008 | C'est La Vie, Mon Chéri 新不了情       | Cheung Siu-kit           | [ 91 ]                                 |
| 2008 | Remembrance of Dreams Past 故梦        | Lu Tian'en               | [ 92 ]                                 |
| 2018 | Lost in 1949 脱身                      | Qiao Zhicai / Qiao Lijie | co-producer                            |
| 2018 | O Avanço da Fênix 天盛长歌             | Ning Yi                  | co-producer                            |
| 2021 | Dream of a Salesman 输赢               | Zhou Yue                 | [ 93 ]                                 |
| 2022 | The Wind Blows From Longxi 风起陇西    | Chen Gong                |                                        |

## Discografia

### Álbum
| Ano  | Título                   | Notas  |
| ---- | ------------------------ | ------ |
| 2004 | 渗透 Osmose              | EP     |
| 2006 | Achiviement 再 一次 实现 | [ 59 ] |
| 2009 | 谜 ME Mistério e eu      |        |

### Singles
| Ano  | Título                                            | Álbum                      | Notas                           |
| ---- | ------------------------------------------------- | -------------------------- | ------------------------------- |
| 2005 | "Forgetting" 忘却                                 | Feng Yu Xi Guan OST        |                                 |
| 2006 | "Conquest" 争霸                                   | The Conquest OST           |                                 |
| 2006 | "It's Really Forever" 真永远                      | The Conquest OST           |                                 |
| 2007 | "Always Together, Never Leaving" 相随相依永不分离 | Zhu Jia Hua Yuan OST       |                                 |
| 2008 | "Beijing Welcomes You" 北京欢迎你                 | —                          | 2008 Summer Olympics theme song |
| 2011 | "Promise of Love"幸福宣言                         | Love on Credit OST         | Power to Go theme song          |
| 2016 | "Looking for the Dragon Spell" 寻龙诀             | Mojin: The Lost Legend OST |                                 |

## Endossos e Embaixador

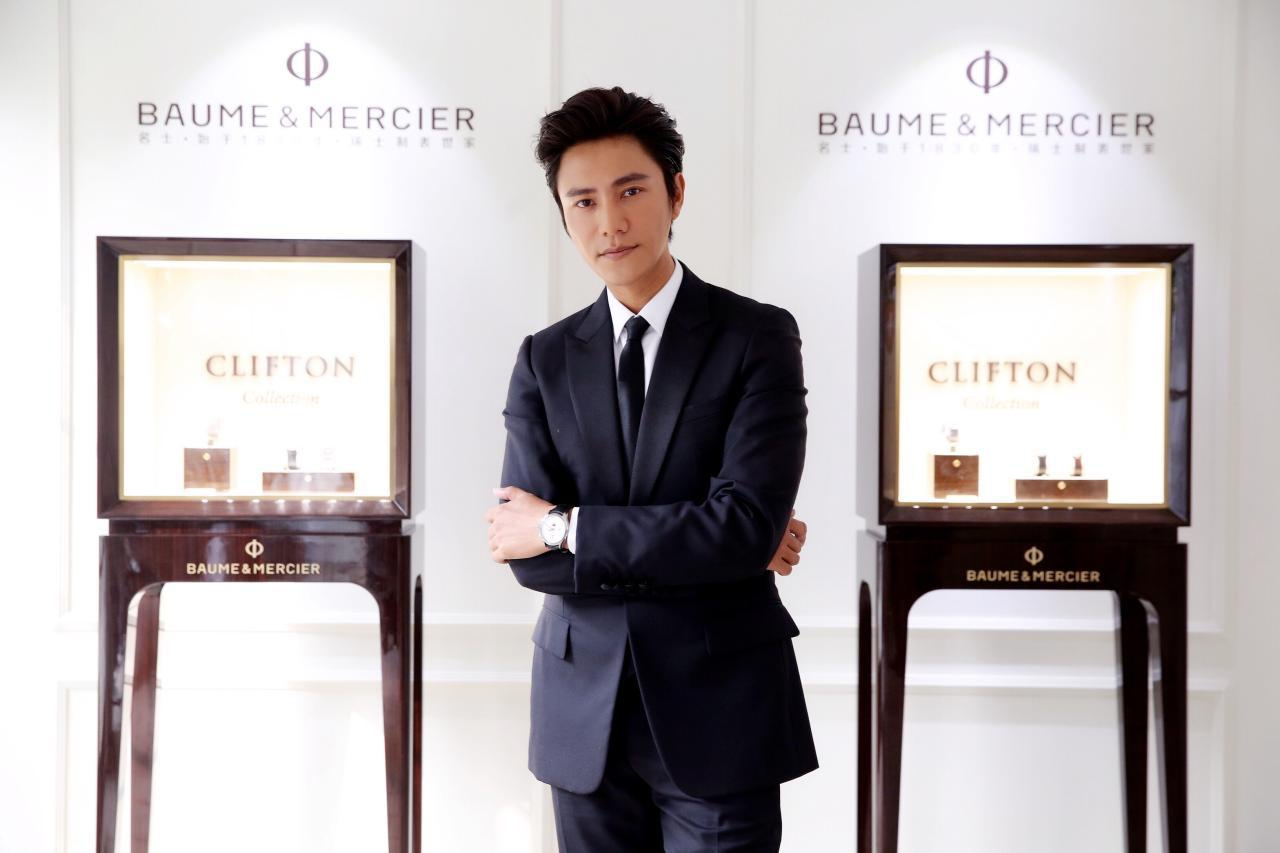
Chen Kun no evento Baume et Mercier em Pequim (12 de outubro de 2016)

Chen foi nomeado um dos embaixadores da boa vontade para o Ano de Troca da China-ROK em 2007. Ele também foi nomeado Embaixador do UNICEF para a China.
Em 2012, Chen se tornou a segundo chinês a ter uma figura de cera sua exibida no Madame Tussaud em Xangai.
Em 2014, ele se tornou o embaixador dos produtos da marca Honor da Huawei na China.
Em 2015, Chen se tornou o embaixador global de Giorgio Armani e da marca de relógios de luxo Baume et Mercier.
Em 2020, Chen estrelou a campanha da marca Montblanc junto de Spike Lee e Taron Egerton.